# Hongodu, Sagar
Hongodu là một làng thuộc tehsil Sagar, huyện Shimoga, bang Karnataka, Ấn Độ.